# Olympische Jugend-Sommerspiele 2018/Teilnehmer (Island)
| Gelbes Symbol für Goldmedaillen mit stilisierten Olympischen Ringen | Graues Symbol für Silbermedaillen mit stilisierten Olympischen Ringen | Braundes Symbol für Bronzemedaillen mit stilisierten Olympischen Ringen |
| ------------------------------------------------------------------- | --------------------------------------------------------------------- | ----------------------------------------------------------------------- |
| 1                                                                   | —                                                                     | —                                                                       |

Die Jugend-Olympiamannschaft von Island für die III. Olympischen Jugend-Sommerspiele vom 6. bis 18. Oktober 2018 in Buenos Aires (Argentinien) bestand aus neun Athleten. Die Leichtathletin Guðbjörg Jóna Bjarnadóttir gewann über 200 Meter die Goldmedaille.

## Athleten nach Sportarten

### Golf
| Mädchen - Hulda Clara Gestsdóttir | Jungen - Ingvar Andri Magnússon |

### Leichtathletik
| Mädchen - Elísabet Rut Rúnarsdóttir - Guðbjörg Jóna Bjarnadóttir 200 m: Gold | Jungen - Valdimar Hjalti Erlandsson |

### Schwimmen
| Mädchen - Karen Mist Arngeirsdóttir - Snæfríður Sól Jórunnardóttir | Jungen - Brynjólfur Óli Karlsson |

### Turnen
Jungen
- Martin Bjarni Guðmundsson